# إبراهيم مزهودي
إبراهيم مزهودي (9 أغسطس 1922 الحمامات - 27 فبراير 2010 بتبسة) هو مناضل جزائري.

## حياته ونشأته
ولد في 9 أغسطس 1922 في الحمامات، خريج جامع الزيتونة درس في باريس سنة 1948 بجامعة السوربون، وعمل بمدرسة التدريس بتبسة.

## مسيرته
أنضم عام 1956 إلى جيش التحرير الوطني خلال الثورة التحريرية وتحصل على رتبة رائد. كان نائبا للقائد الأعلى للولاية الثانية أثناء ثورة التحرير ومن القيادات البارزة التي حضرت مؤتمر الصومام سنة 1956. شغل منصب أول أمين عام للحكومة الجزائرية المؤقتة، بعد استقلال الجزائر أصبح عضوا في المجلس الوطني الجزائري سنة 1964. كان معارضا شرسا للرئيس أحمد بن بلة مما كلفه الاعتقال بسجن تيميمون بالصحراء الجزائرية، قبل أن يطلق الرئيس الراحل هواري بومدين سراحه ويعهد إليه بمنصب سفير مفوّض فوق العادة بالعاصمة المصرية القاهرة إلى غاية 1974. كما عارض أيضا نظام الرئيس الشاذلي بن جديد، ظل يلقي في الفترة من سنة 1979 إلى سنة 1999 خطبا بمسجد الحمامات بتبسة. كما شغل منصب الرئيس الشرفي لجمعية العلماء المسلمين الجزائريين.